# ハンブルク国際園芸博覧会 (1973年)
1973年のハンブルク国際園芸博覧会（ハンブルクこくさいえんげいはくらんかい, Special Horticultural Exhibition of Hambourg 1973）は、1973年4月27日から10月7日まで西ドイツのハンブルクで開催された国際園芸博覧会であり、博覧会国際事務局から認定された国際博覧会（特別博）である。会期中580万人が来場した。